# Astaena conformis
Astaena conformis är en skalbaggsart som beskrevs av Blanchard 1850. Astaena conformis ingår i släktet Astaena och familjen Melolonthidae. Inga underarter finns listade.